# HD 87238
HD 87238，又名CP-56 2770，SAO 237621、HR 3957，是一颗恒星，视星等为6.2，位于銀經281.6，銀緯-1.67，其B1900.0坐标为赤經9h 58m 34.2s，赤緯-56° -1.67′ 4″。